# Phasia
Genre
Synonymes
- Alophora Robineau-Desvoidy, 1830
- Hyalomya Robineau-Desvoidy, 1830
- Allophora Mik, 1894
- Alophorella Townsend, 1912
- Hesperophasia Townsend, 1915
- Paraphorantha Townsend, 1915
- Bogosiella Villeneuve, 1923
- Campbellia Miller, 1923
- Alophorophasia Townsend, 1927
- Epaulophasia Townsend, 1934
- Heyneophasia Townsend, 1934
- Xanthotrichius Townsend, 1934
- Forcipophasia Townsend, 1935
- Xiphophasia Townsend, 1937
- Besserioides Curran, 1938
- Trichophasia Townsend, 1939
- Paraphasiana Townsend, 1940
- Efftayloria Malloch, 1941
- Phoranthella Brooks, 1945
- Androeuryops Beneway, 1961

Phasia est un genre d'insectes diptères brachycères de la famille des Tachinidae.

## Liste d'espèces
Selon Fauna Europaea (24 août 2021) :
- Phasia aurigera
- Phasia aurulans
- Phasia barbifrons
- Phasia emdeni
- Phasia girschneri
- Phasia hemiptera
- Phasia karczewskii
- Phasia mesnili
- Phasia obesa
- Phasia pandellei
- Phasia pusilla
- Phasia subcoleoptrata
- Phasia truncata
- Phasia venturii

Selon ITIS (22 août 2013) :
- Phasia aeneoventris (Williston, 1886)
- Phasia albipennis (Brooks, 1945)
- Phasia aldrichii (Townsend, 1891)
- Phasia aurulans Meigen, 1824
- Phasia chilensis (Macquart, 1851)
- Phasia diversa (Coquillett, 1897)
- Phasia fenestrata (Bigot, 1889)
- Phasia grandis (Coquillett, 1897)
- Phasia nigrens (van der Wulp, 1892)
- Phasia punctigera (Townsend, 1891)
- Phasia purpurascens (Townsend, 1891)
- Phasia robertsonii (Townsend, 1891)
- Phasia robusta (Brooks, 1945)
- Phasia subopaca (Coquillett, 1897)